# Ellen och William Craft

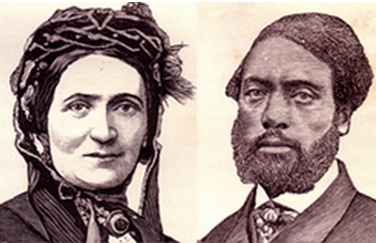
Ellen och William Craft

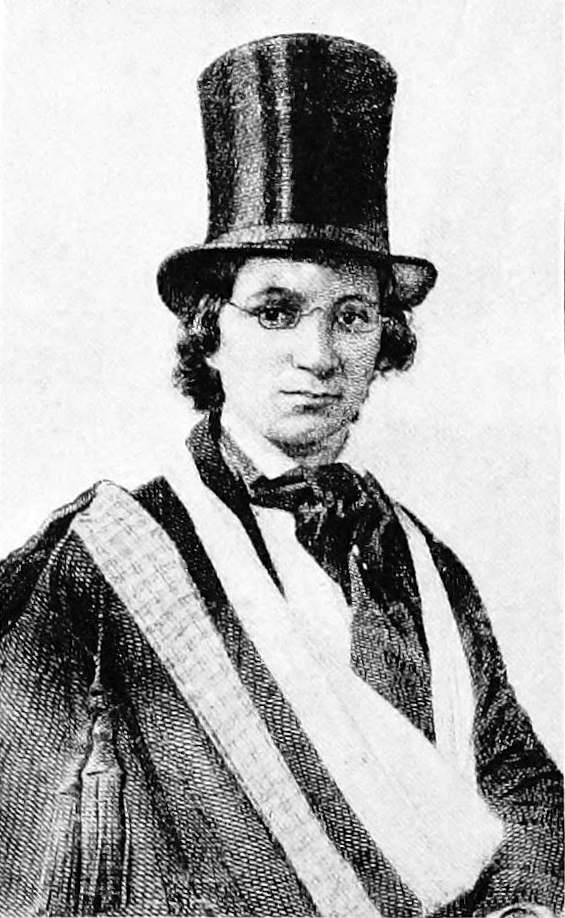
Ellen Craft, klädd som man under flykten.

Ellen Craft, född i Clinton i Georgia 1826, död 1891, och William Craft, född i Macon i Georgia den 25 september 1824, död 29 januari 1900, var slavar som flydde till norr i december 1848 genom att resa öppet med tåg och ångbåt. Ellen Craft, som var ljus i hyn, klädde sig som en vit manlig slavägare och William Craft spelade hennes personliga tjänare. Deras våghalsiga flykt blev vida omskriven, och slaverimotståndare berättade deras historia för att få stöd i kampen att avsluta slaveriet. 
Paret kom fram till Philadelphia på juldagen. Efter flykten arbetade de en tid i Boston, men i och med 1850 års kompromiss och lagen om fasttagande av förrymda slavar emigrerade paret till England, där de bodde i nästan två decennier och uppfostrade fem barn.
Paret föreläste offentligt om flykten och 1860 publicerade de boken Running a Thousand Miles for Freedom; Or, The Escape of William and Ellen Craft from Slavery, som nådde en stor publik. Boken finns tillgänglig online på Project Gutenberg.
Efter deras återkomst till USA 1868 öppnade paret en skola för barn till forna slavar i Georgia. De arbetade på skolan och dess gård fram till 1890. 
Boken Den långa flykten till frihet av Tanya Landman är inspirerad av Ellen och William Craft.